# Годефруаїт
Годефруаїт — дуже рідкісний мінерал з класу боратів з хімічним складом {\displaystyle {\ce {Ca4Mn3^{+3}[O3|CO3|(BO3)3]}}} і таким чином, є боратом кальцію і марганцю з додатковими іонами кисню та карбонат-іонами.
Годефруаїт кристалізується в гексагональній кристалічній системі і зустрічається у вигляді призматичних кристалів з пірамідальними торцями до 5 см довжиною. Кристали непрозорі, мають колір від мідно-коричневого до чорного з сильними жовто-оранжевими або червонуватими внутрішніми відблисками; мають скляний блиск поверхонь.

## Етимологія та історія
Годефруаїт вперше був виявлений М. П. Галло, який у 1962 році зібрав зразки мінералів із відвалів відкритої марганцевої копальні «Тачгагальт» у марокканській провінції Уарзазат. Жорж Журавський (1896—1964) і Франсуа Пермінго проаналізували матеріал і змогли ідентифікувати раніше невідомий мінерал. Назвали його на честь французького мінералога абата Крістофа Годефруа (1888—1971), який працював серед іншого на «Тачгагальті».
Типовий матеріал мінералу зберігається в Геологічній службі Марокко в Рабаті, в Національному музеї природознавства (каталожний номер 165.34) і у Гірничій школі Парижу.

## Класифікація
У застарілому, але ще частково використовуваному 8-му виданні Класифікації мінералів за Штрунцем годефруаїт належав до узагальненого мінерального класу «карбонати, нітрати і борати», а там до розділу «острівних боратів», де разом з азопроїтом, блаттеритом, бонакордитом, честерманітом, фредрикссонітом, людвігіт, ортопінакіоліт, такеучіїт і вонсеніт утворює групу людвігіту з систематичним номером Vc/A.03.
9-е видання Класифікації мінералів Штрунца, дійсне з 2001 року, яке використовується Міжнародною мінералогічною асоціацією (IMA), відносить годефруаїт до тепер уже виокремленого класу боратів, а також до підкласу моноборатів. Далі він класифікується відповідно до можливої присутності додаткових аніонів та структури боратних комплексів, в підрозділі «BO3 з додатковими аніонами; 1(Δ) + OH тощо» (тобто: тригональний боратний комплекс і додаткові іони кисню та карбонату), де як єдиний член утворює безіменну групу з систематичним номером 6.АВ.60.
Класифікація мінералів Дани, яка здебільшого використовується в англомовних країнах, відносить годефруаїт до узагальненого класу «карбонати, нітрати і борати», а там до підкласу «борати», як й застаріла класифікація Штрунца. Тут він як єдиний член безіменної групи 27.01.02, розміщений у підрозділі «сполучені борати».

## Кристалічна структура

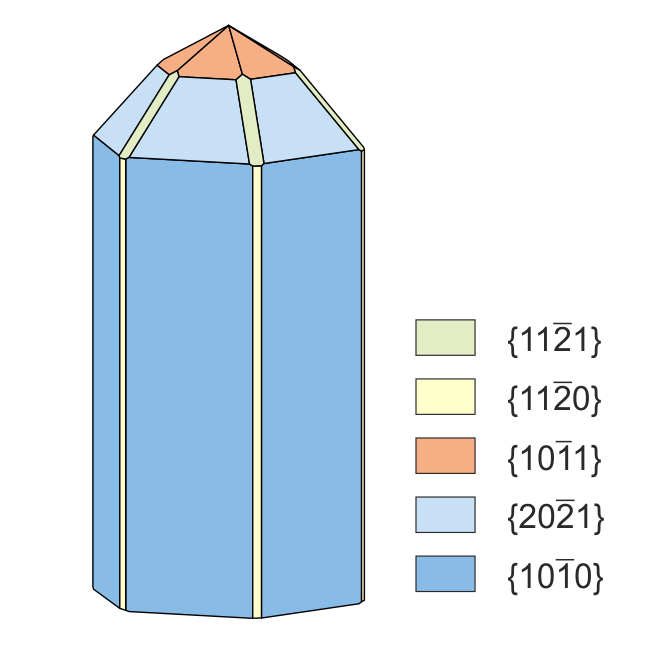
Схематичне зображення кристала годефруаїта із копальні «Тачгагальт» в Марокко

Годефруаїт кристалізується гексагонально у просторовій групі P63 з періодом кристалічної ґратки a = 10.59 Å і c = 5.89 Å, а також двома формульними одиницями на примітивну комірку.

## Утворення та місця знаходження

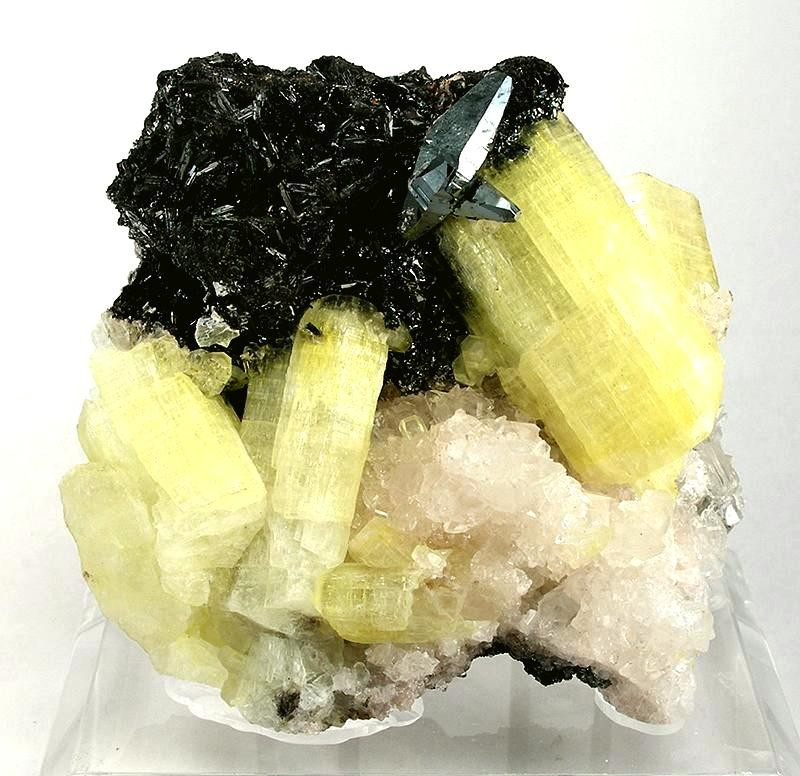
Еттрингіт (жовтий), кальцит (білий), годефруаїт (чорний) і гематит (монокристал срібла) з рудника Н'Чванінг II (Куруман, марганцеві рудні поля Калахарі, Північнокапська провінція, Південно-Африканська Республіка) (розмір: 10 × 8 × 4 см)

Годефруаїт утворюється в результаті гідротермальних процесів у родовищах марганцю. У совї типовій місцевості — у марганцеворудному кар'єрі «Тачгагальт» — знайдені найбільші кристали годефруаїту з призмами розміром до 5 см. Супутніми мінералами тут зустрічалися брауніт, брусит, кальцит, креднерит, гаусманніт, марокіт, піролюзит і кварц.
У Німеччині мінерал знайдений лише в каменярні «Каспар» на височині Еттрінгер Беллерберг в районі Маєн-Кобленц.
Інші відомі місця знахідок розташовані лише в межах марганцеворудних родовищ Калахарі в південноафриканській Північнокапській провінції, наприклад, рудник «Н'Чванінг» поблизу Курумана, де супутніми мінералами були барит, біксбіїт-(Mn), гематит, гідрогроссуляр і манганіт, а також рудник «Блек Рок» та рудник «Весселс» у міста Хотазел.

## Веб-посилання
- Атлас мінералів: Годефруаїт (Вікі)
- RRUFF База даних раманівської спектроскопії — Годефруаїт [Архівовано 23 травня 2022 у Wayback Machine.]
- American-Mineralogist-Crystal-Structure-Database — Gaudefroyite [Архівовано 25 травня 2022 у Wayback Machine.]